# Шевельова (Талицький міський округ)
Шевельо́ва (рос. Шевелёва) — присілок у складі Талицького міського округу Свердловської області.
Населення — 23 особи (2010, 31 у 2002).
Національний склад станом на 2002 рік: росіяни — 97 %.